# アン・ジホ
アン・ジホ（朝鮮語: 안지호、2004年1月5日 - ）は、韓国の俳優である。
近年は『今、私たちの学校は…』などの出演で知られている。
| スタブアイコン | サブスタブ | この項目は、まだ閲覧者の調べものの参照としては役立たない、俳優（男優・女優）に関連した書きかけの項目です。この項目を加筆・訂正などしてくださる協力者を求めています（P:映画/PJ芸能人）。 |